# Mobilspil
Et mobilspil er et computerspil, der spilles på en mobiltelefon. Mobilspil er designet til at fungere på bærbare enheder som smartphones og tablets. Disse spil udnytter ofte enhedernes unikke funktioner såsom touchskærme, accelerometre og GPS. Mobilspil spænder over en bred vifte af genrer og kan variere fra simple puslespil til komplekse multiplayer-oplevelser. De distribueres primært gennem app-butikker som Google Play og Apple App Store, og mange af dem bruger freemium-modeller, hvor spillet er gratis at downloade, men tilbyder in-app-køb.